# درب غلف
درب غلف حي من أحياء مدينة الدار البيضاء، يحده كل من حي المعاريف وحي المستشفيات وحي النخيل ومقطع ولد عائشة. الحي معروف باسم جوطية درب غلف وأهم أزقته هي زنقة المعدن وزنقة عبد الرحمان الزموري. يقع هذا الحي تحت لواء مقاطعة المعاريف في عمالة الدارالبيضاء.

## درب غلف... سوق شعبي للتكنولوجيات الحديثة
- التسمية :

سوق درب غلف: يجدر أن ينتبه عامة المهتمين أن عبارة «درب غلف» شاعت تسمية لسوق درب غلف أي الجوطية، في حين أن الاسم «درب غلف» هو مسمى الحي الذي تحده زنقة سمية (التي تفصل بينه وبين حي النخيل، و«الجوطية» وحي المعاريف وحي المستشفيات. وتسمية «الجوطية» بدرب غلف إنما لحقتها نظرا لأنها التسمية الأكثر شعبوية واللصيقة بجوطية درب غلف، (عندما يتيه الكل فانهم يقصدون درب غلف ومنه إلى «الجوطية»).
- الحي : حي درب غلف :

كما سبقت الإشارة فحي درب غلف هو الحي الذي يسكنه تقريبا 35.000 نسمة، وأهم شوارعه، شارع عبد الرحمان الزموري وشارع المعدن (المشهور بـ «الزاوية» حيث تباع اللحوم (مركز الذبيحة السرية، وإن كانت في اعتقاد الجميع أنها سليمة ويتم الذبح بطرق شرعية دينيا). 
- السوق : جوطية درب غلف :

فاقت شهرته كل الآفاق، ليس لكبره أو لجودة ما يعرض فيه، بل لأنه يقض مضاجع كبريات شركات المعلومات في العالم إنه سوق «درب غلف» الصفيحي الذي تحتضنه الدار البيضاء. فخلف الأكواخ المصنوعة من القصدير والأخشاب تربض سوق تجارية تدر الملايين ومقرصنون وصفهم أكثر من تقرير بعباقرة المعلومات.
القناة الفرنسية «تي في5» أعدت وثائقياً حول السوق، وأطلقت على العاملين فيه «مهندسو درب غلف»، على رغم أن أغلب الشبان الممارسين فيه عاطلون من العمل ومن بينهم مهندسون بشهادات عليا، اختاروا مهنة الهاكرز والتشفير ويقدمون خدماتهم لزبائنهم بأثمان بخسة.
حين توصلك حافلات النقل إلى القرب من السوق، وتلفحك رائحة الشواء الشهية المنبعثة من المكان، لا شيء ينبئ بوجود عالم غريب من التكنولوجيا في الداخل. لا شيء يشي بأن خلف هذه الأكواخ القصديرية يختبئ جبل كبير من أحدث منتوجات التكنولوجيا العالية الدقة، ولا شيء أيضاً يدفعك إلى الاعتقاد بأنك في مواجهة أكبر سوق للقرصنة في العالم.
عبر أزقة سوق «درب غلف» شبان منهمكون في تلبية طلبات إصلاح الهواتف وآخرون يجيبون عن أسئلة زبائن لمعرفة الجديد في عالم تشفير أجهزة التقاط الفضائيات». خلايا من العمال يتجاوز عددها ثلاثة آلاف عامل بتخصصات مختلفة يتوزعون على عدد من المحال لبيع الهواتف النقالة وأجهزة التقاط القنوات الفضائية وفك شفرات كل شيء.
تبدو الأكواخ مهترئة من الخارج، لكن خلف واجهاتها يقبع «عباقرة» تفوقوا في أكثر من مناسبة على مهندسي المعلومات في أشهر الشركات العالمية، وكلما توغلت في الأزقة الضيقة، كلما ازدادت المفاجأة. أحدث الأجهزة الإلكترونية ذات الدقة العالية تتكدس في كل جانب من جوانب هذه الأكواخ المرمية على مساحة جاوزت الثلاثة هكتارات.
فاجأ» درب غلف» العالم في أكثر من مناسبة. يقول سعيد الذي تمرس بالسوق منذ طفولته» لم يمر سوى أقل من أسبوع على ظهور جهاز «الآي باد» في الولايات المتحدة حتى كانت أولى أجهزته متداولة هنا». أما منتجو الأفلام فقد صار» درب غلف» هاجساً يؤرقهم بفعل دقة القرصنة وسرعتها. ولم تسلم آخر أفلام عادل إمام من القرصنة، حيث كانت نسخ فيلم «الزهايمر» قد انتشرت بشكل لافت، وبأقل من دولار واحد للنسخة، في الأيام الثلاثة الأولى لعرض الفيلم في كبريات دور السينما المغربية. وللفيلم الشهير» تايتانيك» حكاية خاصة مع عباقرة درب غلف الذين وفروا نسخاً منه بعشرين درهماً (أقل من ثلاثة دولارات) قبل عرضه في دور السينما العالمية، وتطول قائمة الأفلام العالمية ضحية قرصنة مماثلة.
لا يكف سعيد عن الحديث عن معجزات هذا السوق العجيـــب من دون أن تفارق عيناه شاشة الحاســوب، لأنه منهمـــك في فك شفرات هاتف نقال استقدمته مهاجرة مغربــــية مــــن فرنسا. ولا يتوقف عن الترداد بافتخار «أن درب غلف ثاني أكبر سوق للقرصنة في العالم «.
يشغل سوق درب غلف يداً عاملة قدرها محمد، وهو عضو في إحدى الجمعيات الممثلة لتجار السوق، بحوالى عشرة ألاف عامل. يقول في تصريح إلى «الحياة» يشغل كل دكان ما بين 3 إلى أربعة أفراد غالبيتهم من الشباب ناهيك عن أصحاب العربات والذين يفترشون الأرض لعرض سلعهم «ويضيف» وتتوزع تخصصاتهم بين بيع وتصليح الأجهزة الإلكترونية».
قد تتجاوز أنشطة العاملين في درب غلف مجرد بيع وتصليح الأجهزة الإلكترونية، إلى بعض أنشطة الهاكرز، لذلك يحمل العاملون في السوق أسماء مستعارة تحسباً لكل طارئ. «حمادة» و» الحسين» و» العوفير» و» الصحراوي» أسماء كثيرة التداول لدى عباقرة السوق.
وبالنسبة لحمادة الذي رفض الإفصاح عن اسمه الحقيقي» المهم هو توفير الخدمة الملائمة للزبائن بأقل الأثمان». يوافقه «باحسن» قبل أن يلتفت إلى سيدة أخرى تبحث عن برنامج «الجيبي إيس» لهاتفها «أي فون» الجديد. قلب «باحسن» هاتفها بين يديه، وبسرعة فائقة اقتحم معطياته قبل أن يعيده لها بالجواب الشافي «سيكون البرنامج متوفراً في الأسبوع القادم».
كل شيء يتم هنا بسرعة. من الإجابة على استفسارات الزبائن، وصولاً إلى قرصنة أحدث الأفلام المنتجة عبر العالم. غير أنه لا حديث هذه الأيام سوى عن صعوبة فك باقة القنوات الفرنسية «تي بي إس». يقول «علي» نجح مهندسو القنوات الفرنسية في ابتكار برنامج خارق يقوم بتغيير رمز التشفير على رأس كل ثانية» ومع ذلك يضيف:» يواصل شركاؤنا مهماتهم الحثيثة للوصول إلى حل هذا اللغز».
وعن الشركاء يقول أحد أشهر عباقرة السوق الملقب بـ «الصحراوي»: أصدقاؤنا موزعون بين روسيا وتركيا، وبدرجة أقل نتعاون مع الجزائريين، وتتم تعاملاتنا غالباً عبر مواقع إلكترونية خاصة». المتحدث لم ينف، وهو يرتشف كأس شاي منعنع، خضوع السوق لقوى نافذة تقوم بتسهيل تزويده عبر التهريب بأحدث المنتجات الإلكترونية العالمية. أما بخصوص البرامج المعتمدة في القرصنة وغيرها «فمزودونا بالخدمات مهندسون بشركات عالمية مقيمون في المغرب وفي خارجه» يقول حمادة.
شبان درب غلف الذين تحسب لهم كبريات الشركات العالمية ألف حساب، أغلبهم عاطلون من العمل، وجـــدوا في محــــال السوق محتضناً لأنشطتهم التي تدر عليـــهم أجوراً عاليـــة. يقــــول أحد الذين يعملون في الســـوق منذ أكثــــر من عشر سنوات «الممتهنون لأنشطة التشفير ذوو معــرفة متوسطة بالمعلومات بل إن غالبيتهم لم تكمل تعليمها رغم أن ما يقومون به يعطي الانطباع بأنهم عباقرة»… وبالنسبة لــ «الصحراوي»، فإن «خبرتي اكتسبتها من عاملين بشركات متخصصة».
يفتخر البيضاويون باحتضان مدينتهم لسوق درب غلف، رغم أن أسراره تظل عصية على الفهم ما دامت هوية المشتغلين فيه وتكوينهم «سر مهني» عميق. وحتى الأوروبيين الذين يفتخرون بحماية حقوق الملكية في بلدانهم لا يترددون، كلما وطئت أقدامهم أرض المغرب، في اللجوء إلى خدمات السوق بحثا عن آخر الصيحات التكنولوجية وبرامج المعلومات بأثمنة بخسة. أما السلطات المغربية فتراقب بعين حذرة، لوضع تصور وسيناريوات إعادة هيكلته، تصورات يمكن أن تفكك ألغاز وأساطير هذا السوق الغريب.

## الأحياء المجاورة للدرب غلف
موقع حي بمدينة: وسط
الأحياء المجاورة
غرب: حي فال فلوري
شمال غربي: حي المعاريف
جنوب غربي: كريان فرانس فيل
شرق:
شمال شرقي: حي المستشفيات
جنوب شرقي: مقطع ولد عائشة
شمال: حي النخيل
جنوب: كريان فران جير

## شوارع وأزقة درب غلف الرئيسية
|      | إلاسم بالعربية      | إلاسم بالفرنسية      | الإحداثيات          | عدد أمتار       | معلومات                                     | رتبة حسب شهرة في الحي |
| ---- | ------------------- | -------------------- | ------------------- | --------------- | ------------------------------------------- | --------------------- |
| شارع | الداي ولد سيدي بابا | Day Ouald Sidi Baba  | 33.575655,-7.631446 | 450 متر تقريبا  | شارع واطو سابقا                             | رتبة 1                |
| زنقة | عبد الرحمان الزموري | Abd Arhmane Zemmouri | 33.575816,-7.629279 | 150 متر تقريبا  |                                             | رتبة 2                |
| زنقة | المعدن              | Almaaden             | 33.576924,-7.629579 | 150 متر تقريبا  |                                             | رتبة 3                |
| زنقة | لاكروا              | Lacroix              | 33.577157,-7.631916 | 52 متر تقريبا   |                                             | رتبة 5                |
| زنقة | سمية                | Soumiya              | 33.57814,-7.629837  | 296 متر تقريبا  |                                             | رتبة 4                |
| زنقة | لاروش               | Larouch              | 33.576728,-7.631575 | 60 متر تقريبا   |                                             | رتبة 6                |
| زنقة | جابر الأنصاري       | Jabir Alansari       | 33.577478,-7.630717 | 90 متر تقريبا   |                                             | رتبة 7                |
| زنقة | ليوناردو فانسي      | Lyonardo Vansi       | 33.57477,-7.628461  | 250 متر تقريبا  |                                             | رتبة 8                |
| زنقة | القادسية            | Alqadisya            | 33.577572,-7.630354 | 150 متر تقريبا  |                                             | رتبة 9                |
| زنقة | كفر قاسم            | Kafr Qasem           | 33.577885,-7.632312 | 40 متر تقريبا   |                                             | رتبة 11               |
| زنقة | سيليني              | Chilini              | 33.572955,-7.628016 | 113 متر تقريبا  |                                             | رتبة 10               |
| زنقة | سارية بن زنيم       | Sariya Ben Zanim     | 33.577179,-7.627012 | 1500 متر تقريبا | تمتد هذه الزنقة من حي درب غلف إلى حي النخيل | رتبة 14               |
| زنقة | البصرة              | Albsra               | 33.573371,-7.627313 | 50 متر تقريبا   |                                             | رتبة 13               |
| زنقة | النجف               | Ennajef              | 33.573939,-7.627012 | 50 متر تقريبا   |                                             | رتبة 12               |
| زنقة | الباطنية            | Albatinya            | 33.574225,-7.630666 | 65 متر تقريبا   |                                             | رتبة 15               |
| زنقة | سهيل بن عدي         | Souhail Ben adi      | 33.577179,-7.627012 | 65 متر تقريبا   | تمتد هذه الزنقة من حي درب غلف إلى حي النخيل | رتبة 16               |

## مدارس درب غلف
|         | اسم المدرسة بالعربية | اسم المدرسة بالفرنسية | الإحداثيات          | عنوان المدرسة      | صورة المدرسة |
| ------- | -------------------- | --------------------- | ------------------- | ------------------ | ------------ |
| روض     | روض حسان             | GARDERIE HASSAN       | 33.578122,-7.631658 | زنقة القادسية      |              |
| روض     | روض الإنبعاث         | GARDERIE INBIAAT      | 33.575257,-7.630703 | زنقة ليوناردوفانسي |              |
| ابتدائي | مدرسة الحطيئة        | École Alhoutaya       | 33.578122,-7.631658 | زنقة القادسية      |              |
| ابتدائي | مدرسة لالة أمينة     | École Lalla Amina     | 33.578091,-7.632543 | زنقة كفر قاسم      |              |
| ابتدائي | مدرسة زينب نفزاوية   | École Zenab Nefzaoui  | 33.577791,-7.630017 | زنقة القادسية      |              |
| ابتدائي | مدرسة سكينة          | École Sakina          | 33.577474,-7.62793  | زنقة سهيل بن عدي   |              |

## ملاعب درب غلف
|                        | اسم ملعب بالعربية         | اسم ملعب بالفرنسية               | الإحداثيات          | عنوان الملعب             | صور ملعب |  |
| ---------------------- | ------------------------- | -------------------------------- | ------------------- | ------------------------ | -------- |  |
| ملعب كرة القدم         | ملعب فضاء الرياضي درب غلف | Stade Espace Sportif Darb Ghalef | 33.574104,-7.628688 | : الداي ولد سيدي بابا    |          |  |
| ملعب كرة اليد          | ملعب قاعة درب غلف         | Stade Salle Darb Ghalef          | 33.574109,-7.629518 | شارع الداي ولد سيدي بابا |          |  |
| ملعب كرة القدم المصغرة | ملعب الحطيئة              | Stade Darb Ghalef                | 33.578059,-7.631342 | زنقة القادسية            |          |  |

## مساجد درب غلف
| اسم المسجد بالعربية                             | اسم المسجد بالفرنسية | الإحداثيات          | عنوان المسجد             | صورة المسجد |
| ----------------------------------------------- | -------------------- | ------------------- | ------------------------ | ----------- |
| مسجد الحجر(مسجد التقوى)                         | Mosquée Hjar         | 33.57595,-7.63029   | زنقة عبد الرحمان الزموري |             |
| مسجد الشافعي .                                  | Mosquée Achafai      | 33.574967,-7.630671 | شارع الداي ولد سيدي بابا |             |
| مسجد ولد حبيبة                                  | Mosquée Ouald Habiba | 33.575257,-7.630703 | زنقة ليوناردو فانسي      |             |
| مسجد الزاوية هذا المسجد يخضع لإصلاحات في البناء | Mosquée Zawia        | زنقة 91             | شارعالمعدن               |             |

## فرق رياضية في درب غلف
| فريق كرة القدم | نادي الرابطة الرياضية نادي نجم الشباب البيضاوي |
| فريق كرة القدم | نادي الحياة الرياضي                            |
| فريق كرة اليد  | نادي الرابطة الرياضية                          |

## صور درب غلف
للمشاهدة صور درب غلف أنقر على عناوين التالية
صورة للجوطية درب غلف
صورة للجوطية درب غلف المجاورة للمسجد الإيمان